# Casa-fàbrica Massana
La casa-fàbrica Massana és un conjunt d'edificis situats als carrers del Rec Comtal, 8-10 i d'en Cortines, 17 de Barcelona, dels quals el primer està catalogat com a bé amb elements d'interès (categoria C).

## Història
Els Peresteve foren una nissaga d'armers de Ripoll que van prosperar sota la dinastia borbònica. El 1715, l'intendent José Patiño va concedir permís a Joan Peresteve «[…] para que pueda fabricar y trabajar cañones de fusil […] dentro de la presente ciudad de Barcelona para que los barrene con el agua del Riego de la Acequia Real y Condal sin que pueda hacer perjudicio en dicho Riego sus molinos y tierras.» El 1719, aquest va adquirir en subhasta pública unes cases amb hort al costat del Rec Comtal, i el 1720 feia servir el molí de barrenar canons per a esmolar sabres de nobles i oficials.
A la seva mort el 1737, el succeí el seu fill Climent Peresteve i Sivilla, que fou armer reial de Felip V i el 1762, arran de la Guerra Fantàstica contra Anglaterra i Portugal, fabricà moltes armes, entre elles canons. El 1787, el seu fill Joan Pau Peresteve i Bofill va demanar permís per a construir quatre casetes de planta baixa i dos pisos al carrer d'en Cortines, a l'hort darrere de la seva casa del carrer del Rec Comtal, on el 1790 va demanar permís per a fer-hi reformes. Va morir el 1801 i fou succeït per la seva vídua Esperança Alier i Bernet, que el 1829 va demanar permís per a reparar-ne la tortugada.
El 1851, els seus marmessors vengueren la finca en subhasta pública, i la meitat oriental fou adquirida pel fabricant de teixits de cotó Agustí Massana i Solé, natural de Santpedor. Aquest va fer construir un nou edifici al carrer del Rec Comtal, 8, segons el projecte del mestre d'obres Benet Serra, on establiria la seva fàbrica, continuada a la seva mort sota la raó social Vídua i Fill d'Agustí Massana: «Rech Condal, 8. Fábrica de varios tejidos. Mantelería de todas clases de hilo y de algodon, labrada y adamascada, Alcochados. Inglesinas. Percalinas. Hamburgos. Señora viuda é hijo de Massana.»
El seu fill Carles Massana i Escayola (1830-1868) va adquirir la finca veïna del núm. 10, i el 1862 en va encarregar al mestre d'obres Felip Ubach el projecte de reedificació per a unir-la a l'edifici del núm. 8. El 1860, va fer reconstruir l'edifici del carrer d'en Cortines, 17 segons el projecte del mestre d'obres Narcís Nuet, on s'instal·laria el taller de llauneria de Josep Derch i Francesc Soriano, que el 1869 van ser denunciats per tenir-hi una caldera de vapor de 2 CV i van haver de presentar-ne un 
projecte de legalització. Finalment, el 1872 van demanar permís per a traslladar-la al carrer d'Ausiàs March, segons el projecte de l'enginyer Francesc Pucurull.
El 1890, l'apoderat de Margarida Massana i Manent (1858-1915), filla de Carles, va demanar permís per a reconstruir el terrat sobre el cinquè pis del carrer del Rec Comtal, segons el projecte del mestre d'obres Ramon Ribera.

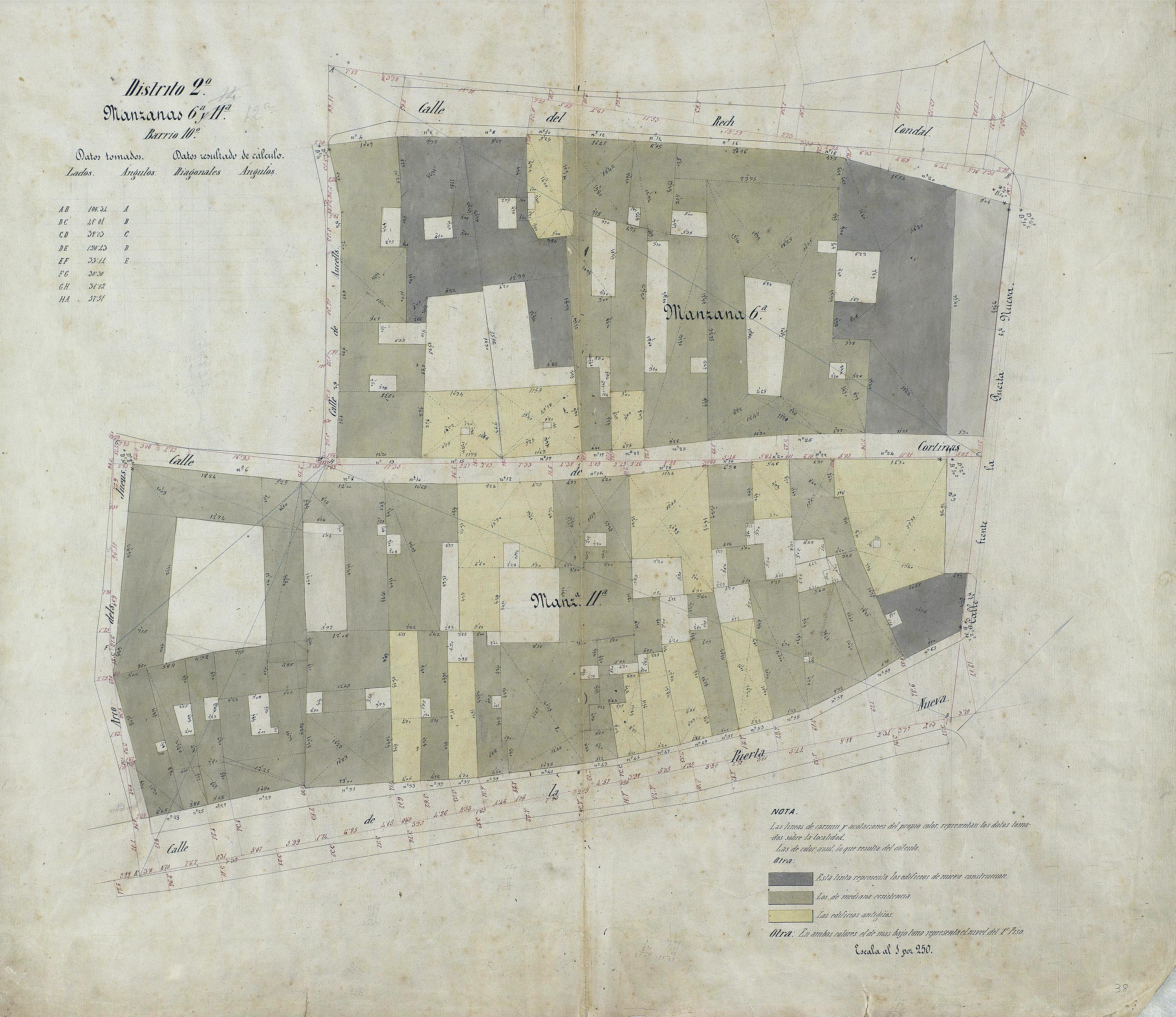
Quarteró núm. 38 de Garriga i Roca (c. 1860)

## Descripció
L'edifici del carrer del Rec Comtal consta de planta baixa i cinc pisos (el darrer fruit d'una remunta posterior), cobert amb terrat. La façana s'estructura en cinc eixos verticals d'obertures de linda plana, amb balcó corregut al primer i segon pis i individuals a la resta (excepte al cinquè, que no en té), amb dimensions decreixents amb l'alçada. Hi ha impostes a nivell dels balcons del primer, segon i quart pis, i el parament és d'especejament horitzontal als baixos i d'estuc llis a la resta, amb els buits de façana guarnits amb plafons geomètrics.
L'edifici del carrer d'en Cortines consta de planta baixa, entresol i quatre pisos. La façana s'estructura en tres eixos d'obertures, d'arc rebaixat a la planta baixa i entresol (unificats amb un parament d'especejament horitzontal), i de llinda als pisos, amb balcons als extrems i finestres al centre.